# Dominic Perrottet
Dominic Perrottet (engelskt uttal: ˈpɛroʊteɪ/ PERR-oh-TAY), född 21 september 1982 i West Pennant, är en australisk politiker som är premiärminister i New South Wales sedan 5 oktober 2021.
Han tillträdde ämbetet i oktober 2021 efter att företrädaren Gladys Berejiklian avgick. Perrottet är även ordförande för New South Wales liberala parti. Tidigare var han kassör i New South Wales och vice ordförande för New South Wales liberala parti.
Perrottet är katolskt troende och motsätter sig aborter och samkönade äktenskap.